# GMC悍马电动车
GMC悍马电动车（GMC Hummer EV）是GMC於2020年10月推出的越野豪华电动车以及同名品牌(徽章為HEV)。該品牌旗下有皮卡(SUT)以及於2021年4月3日推出的运动型多用途车(SUV)。